# Sarcoglottis magdalenensis
Sarcoglottis magdalenensis är en orkidéart som först beskrevs av Alexander Curt Brade och Guido Frederico João Pabst, och fick sitt nu gällande namn av Guido Frederico João Pabst. Sarcoglottis magdalenensis ingår i släktet Sarcoglottis och familjen orkidéer. Inga underarter finns listade i Catalogue of Life.